# Renzo Pegoraro
Renzo Pegoraro (4 de junho de 1959, Pádua) é um clérigo italiano, é o atual presidente da Pontifícia Academia para a Vida.

## Biografia
Pegoraro recebeu a ordenação sacerdotal em 11 de junho de 1989 e foi incardinado na Diocese de Pádua. Formou-se em Medicina e Cirurgia em 12 de novembro de 1985 na Universidade de Pádua. Obteve a Licenciatura em Teologia Moral em 1990 na Pontifícia Universidade Gregoriana de Roma, obtendo o Diploma de Especialização em Bioética na Universidade Católica do Sagrado Coração.
Foi Secretário Geral da Fundação Lanza de Pádua e Professor de Bioética na Faculdade de Teologia do Triveneto. Desde 2000 é Professor de Ética em Enfermagem no Hospital Pediátrico “Bambino Gesù” em Roma. De 2010 a 2013 foi presidente da EACME (Associação Europeia de Centros de Ética Médica). Desde 1º de setembro de 2011, era Chanceler da Pontifícia Academia para a Vida. Ele publicou vários volumes, artigos e ensaios.

Em 27 de maio de 2025, o Papa Leão XIV nomeou Monsenhor Renzo Pegoraro como Presidente da Pontifícia Academia para a Vida. Ele sucede ao arcebispo Vincenzo Paglia.